# Чорна металургія Казахстану
Чорна металургія Казахстану (каз. Қазақстанның қара металлургиясы) — одна з галузей обробної промисловості Казахстану. Підприємства галузі представлені одним-єдиним підприємством повного металургійного циклу — Карагандинським металургійним комбінатом (з грудня 2023 року — «Кармет»), 1-м заводом неповного циклу з доменним виробництвом (в Текелі), кількома металургійними заводами з випуску феросплавів та кількома металургійними заводами неповного циклу зі сталеплавильним і прокатним виробництвом. Чона металургія країни має власну сировинну і паливну бази. В цілому галузь розвинена добре і має можливості для подальшого розвитку. У складі чорної металургії Казахстану є п'ять підгалузей — гірничорудна, металургійна, феросплавна, вогнетривна, брухтопереробна. Чорна металургія Казахстану виникла у 1940-х роках з будівництвом феросплавного (у Актобе) і сталеплавильного (у Теміртау) заводів. Максимальні показники виробництва чавуну, сталі і прокату в країні (станом на 2025 рік) були досягнуті у 1990 році, у 1990-х роках виробництво впало, з 2-ї половини 1990-х років почалося відродження галузі. У 2023 році в Казахстані було вироблено 2864,6 тис. т чавуну, виплавлено 3845,9 тис. т сталі і вироблено 2971,8 тис. т металопрокату та 2028,9 тис. т феросплавів. За обсягами виробництва чавуну і сталі Казахстан посідає 24 і 37 місця в світі відповіно (на 2023 рік). Чорна металургія Казахстану виробляє чавун, сталь, феросплави, сортовий и листовий прокат, сталеві туби, рейки, балки, будівельну арматуру. На частку чорної металургії припадає близько 7 % об'єму всієї промислової продукції Казахстану.[джерело?]

## Загальні дані

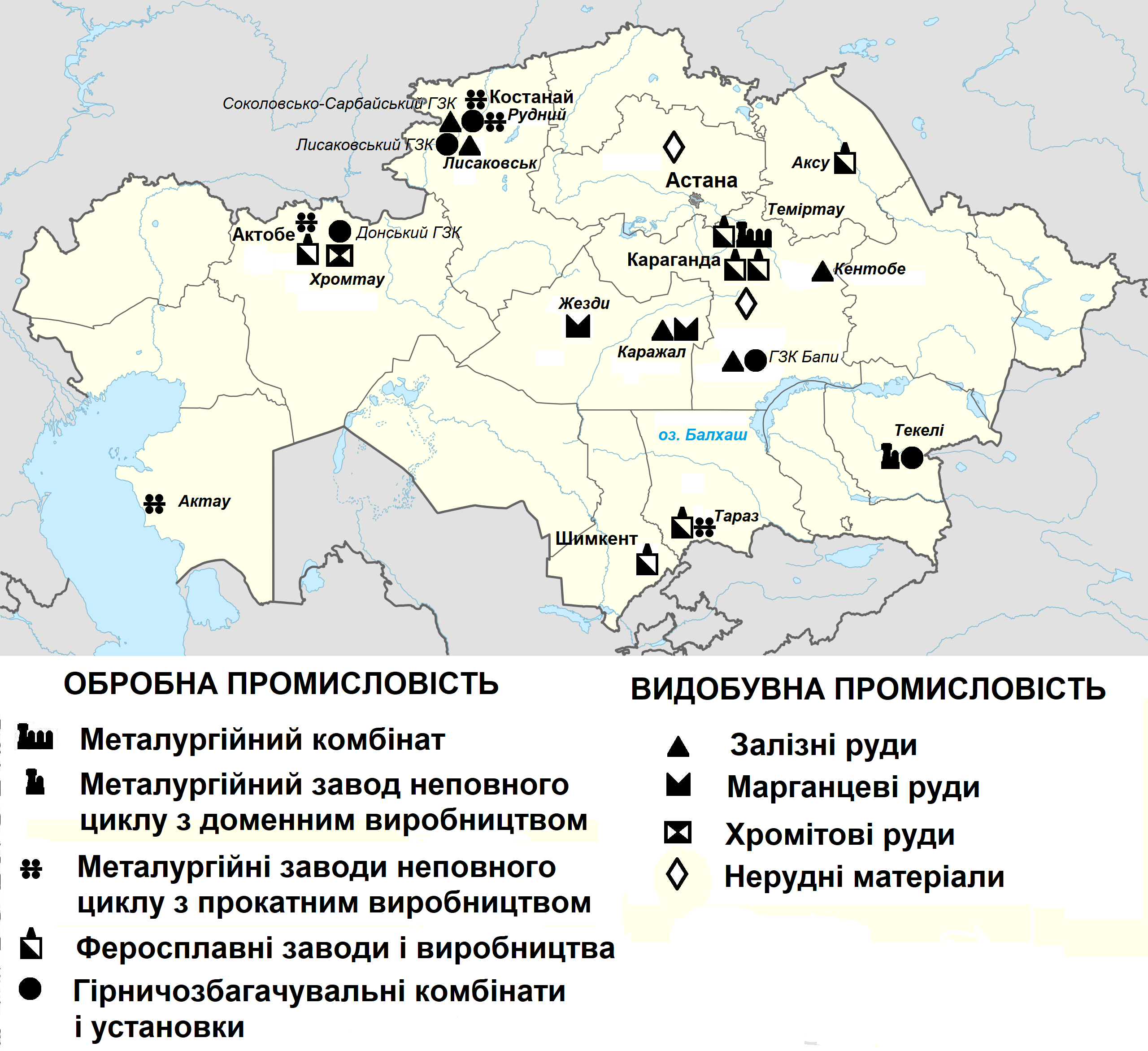
Чорна металургія Казахстану.

В країні є 6 доменних печей, з яких 4 печі розташовані на Карагандинському металургійному комбінаті (станом на 2025 рік працюючих — 3 печі об'ємами № 2 — 2291 м³, № 3 — 3848 м³, № 4 — 3440 м³, 1 піч (№ 1 об'ємом 1719 м³) з 2017 року в простої в очікуванні капітального ремонту), 2 печі об'ємом 206 м³ кожна розташовано на Текелійському гірничо-збагачувальному комплексі (першу з них задуто у 2018 році). В доменних печах Карагандинського металургійного комбінату виробляють головним чином переробний чавун і зрідка, у невеликій кількості, — ливарний чавун, у доменних печах «ТГЗК» — переробний і ливарний.
Сталь виробляється з чавуну у кисневих конверторах і у невеликій кількості з металобрухту у електросталеплавильних печах (50-70 тис. т на рік, у 2023 році — 32,1 тис. т). В країні немає мартенівського виробництва сталі, воно припинено у 1998 році, в якому було виплавлено 187 718 т мартенівської сталі.
Металопрокат виробляється на Карагандинському металургійному комбінаті і на кількох заводах неповного циклу з заготовки, виготовленої на цих заводах, та, в меншій кількості, — з довізної заготовки. У 2022 році було вироблено 3100,9 тис. т прокату, з яких 2 582,9 тис. т — плаского прокату, 435,2 тис. т цинкованого прокату, 82 768 т білої бляхи і листового лудженого прокату. Металургійне виробництво спеціалізоване, переважно, на виготовленні різних видів листового прокату (96 % загального випуску прокату чорних металів країни у 1997 році, дещо менше у 2024 році), в той час як сортопрокатне вироництво розвинено слабо. Така специфіка спостерігається з 1960-х років. Однак, в країні виникають нові невеличкі прокатні заводи, що випускають сортовий прокат, балки, будівельну арматуру.
Значне місце в чорній металургії країни посідає виробництво феросплавів. У їхньому виробництві переважають ферохром, феросилікомарганець, феросилікохром, феросиліцій, на інші види феросплавів припадає менше 1 % виробництва. У 2022 році з 2 121 434 т виплавленних феросплавів було вироблено 1 658 378 т ферохрому, 180 399 т феросиліцію, 191 945 т феросилікомарганцю. Феросплави виплавляються у електропечах. У Казахстані до 1993 року було відсутнє власне феромарганцеве виробництво. Внутрішні потреби республіки у феромарганцевих сплавах певний час задовольнялися за рахунок постачання з України. У перспективі планується розвиток виробництва марганцевих феросплавів. Найбільші феросплавні заводи — у містах Актобе і Аксу.
В Казахстані станом на 2025 рік працює 1 установка прямого одержання заліза (у місті Текелі, на ТОВ «ТГПК») потужністю 20 тис. т на рік, що стала до ладу у 2022 році. Планується будівництво інших установок в інших містах країни — Екібастузі і Рудному.
Найбільші родовища залізних руд, на яких ведеться видобуток, розташовані на півночі країни, у Актюбінській і Костанайській областях, менші — в центральній частині країни. На місці видобутку залізних руд працюють гірничо-збагачувальні комбінати, які виготовляють рудний концентрат, котуни, агломерат, значна частка яких йде на експорт. Щорічно добувається 50 — 160 млн т залізної руди, 0,8 — 1,0 млн т марганцевої руди, до 5,0 млн т хромових руд. Кокс виробляється з коксівного вугілля Карагандинського вугільного басейну.
За даними Міністерства промисловості Казахстану, галузь здатна щорічно виробляти продукції з чорного металу на суму 6,7 млрд доларів (3 трлн тенге), від експорту в інші держави мати дохід до державної скарбниці 5 млрд доларів. Значна частина продукції чорної металургії йде на експорт (у РФ, Китай, країни Європейського Союзу та інші).

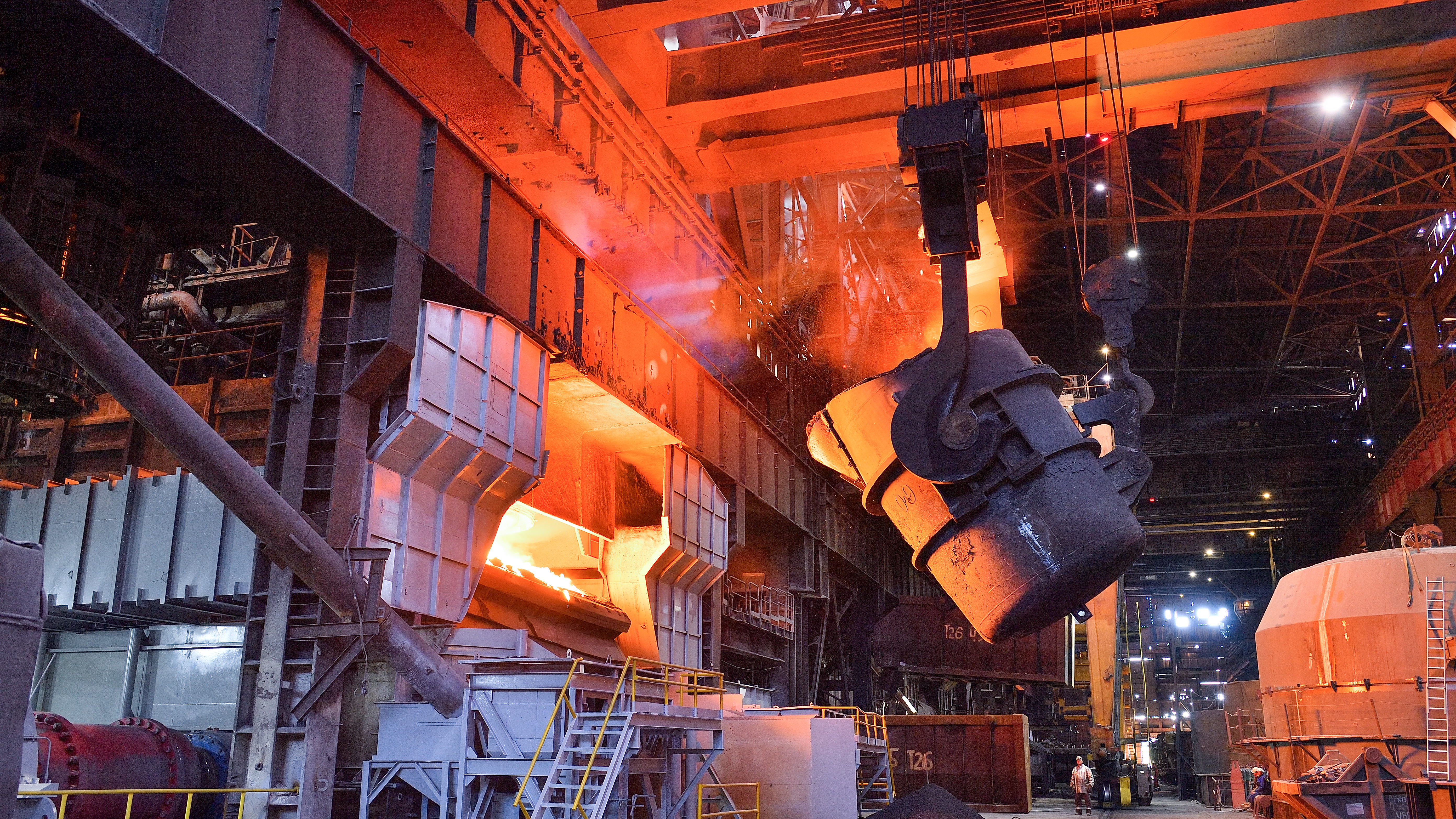
Конверторний цех на металургійному комбінаті компанії «Кармет».
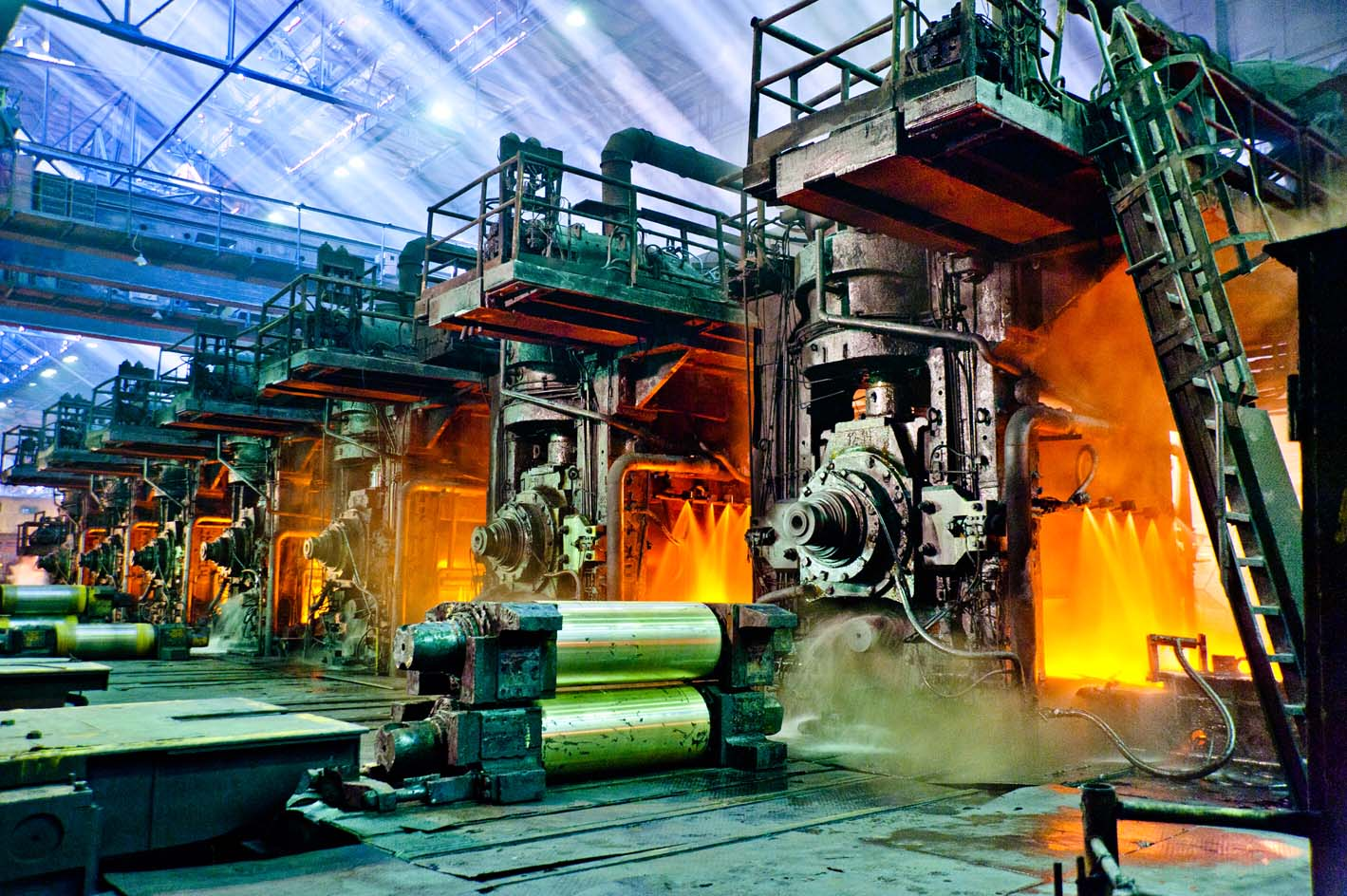
Листопрокатний цех на металургійному комбінаті компанії «Кармет».
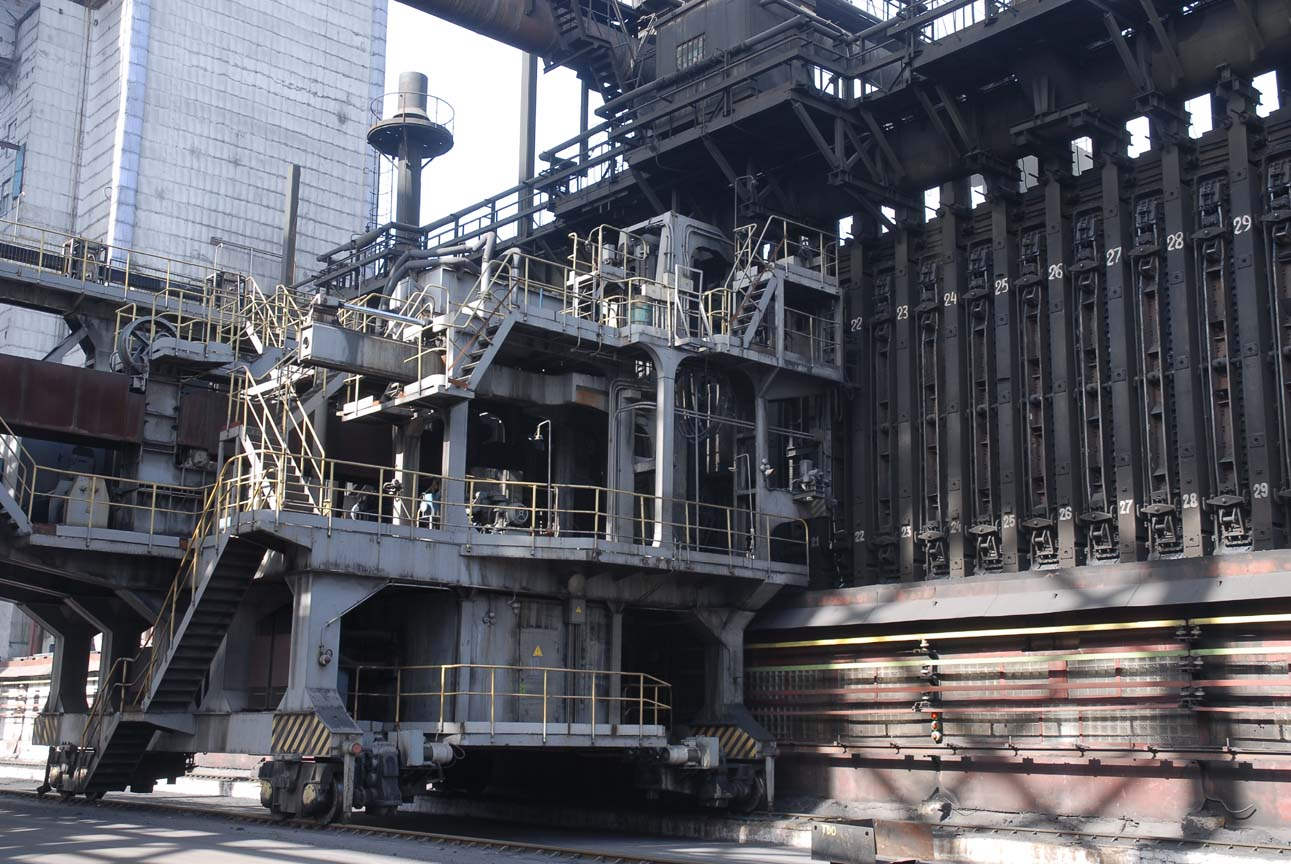
Коксівна батарея компанії «Кармет». На передньому плані — коксовиштовхувач.

## Історія
На території Казахстану до середини I-го тис. до н. е. племена саків (Геродот називав їх азійськими скіфами), що перейшли до кочового скотарства, засвоїли залізо. Cаки використовували чавунне литво вже у 4 — 2 століттях до н. е., виготовляючи з чавуну, зокрема, казани.
Наступники культури саків, племенні об'єднання усунів (південний схід Казахстану) і племена аланів (захід Казахстану), що склалися у 3 — 2 ст. до н. е., займалися кочовим скотарством, у них були розвинениі ремесла, у тому числі і залізоробне.
В районі Джезказгана, стародавнього центру кольорової і чорної металургії, і ремесла Тюркського каганату (6-8 століття), і пізніше у Дешт-і-Кипчаку, археологічними дослідженнями виявлено також залізоробні підприємства і кузні, в яких знайдено сиродутне (кричне) залізо, що датуються 10 століттям. Знайдено також чавунні предмети, зокрема чавунний казан, що датуються раннім середньовіччям, тобто 6 — 8 століттями — ще домонгольським періодом. Мистецтво виробництва чавунних виробів набуло подальшого розвитку у період правління Караханідів (13 — 14 століття).
У 19 столітті метал і залізні вироби постачалися до Казахстану переважно з інших регіонів царської Росії. Планування щодо будівництва промислових підприємств чорної металургії на території Казахстану розпочалося вже за СРСР наприцінці 1930-х років. Розглядався варіант будівництва в Казахстані металургійного заводу повного циклу, що мав би працювати на базі місцевих покладів залізних руд і коксівного вугілля. Однак, з початком Другої світової війни плани було дещо переглянуто. Під час Другої світової війни, у 1942—1944 роках були побудовані і стали до ладу Актюбінський завод феросплавів і Казахський металургійний завод у Теміртау, що стали першими заводами чорної металургії країни. Казахський металургійний завод був заводом неповного виробничого циклу. При його будівництві було використано обладняння, евакуйоване зі східної України (Донеччина) і інших районів СРСР. Завод став до ладу 31 грудня 1944 року.
Після війни у Теміртау було побудовано Карагандинський металургійний завод, що з 1960 року почав видавати готову продукцію і став заводом повного металургійного циклу. У 1970 році Карагандинський металургійний завод перетворено на комбінат, з приєднанням до нього Казахського металургійного заводу і низки залізорудних підприємств. Він був і залишається єдиним підприємством такого роду у Казахстані. У місті Єрмак (тепер Аксу) у Павлодарській області було побудовано завод феросплавів. У 1970-х роках швидко розвивавалася залізорудна промисловість на базі Тургайського залізорудного басейну. У 1954 році тут почав роботу Соколовсько-Сарбайський гірничо-збагачувальний комбінат. У 1973 році була здана в роботу 1-а черга Лисаковського гірничо-збагачувального комбінату. У 1986 році розпочав роботу Качарський гірничо-збагачувальний комбінат. Тоді було заплановано, що залізорудна промисловість Казахстану буде забеспечувати сировиною також чорну металургію Південного Уралу і Західного Сибіру РРФСР.
У колишньому СРСР Казахстан посідав 3-є місце за обсягами виробництва продукції чорної металургії серед всіх республік. Чорна металургія розвивалася на коксівному карагандинському вугіллі, залізних рудах Соколовсько-Сарбайського та Атасуйського родовищ, місцевих марганці й хромітах. Темпи зростання об'єму виробництва продукції чорної металургії порівнянно з 1960 роком зросли на 225 % у 1965 році і на 429 % у 1971 році. Значного розвитку зазнав видобуток палива. Карагандинський вугільний басейн в 1971 дав близько 60 % всього видобутку вугілля в Казахстані. У 1970-х роках почав швидко розвиватись Екібастузький кам'яновугільний басейн.
За часів СРСР балансові запаси залізних руд Казахстну становили близько 11 % загальносоюзних, марганцевих руд — понад 30 %; республіка посідала 1-е місце за запасами хромітів. У 1976 на Казахстан припадало понад 9 % загальносоюзного видобутку залізної руди, 80 % — хромітів, 20 % — виробництва феросплавів. Карагандинський басейн був 3-ю вугільною базою країни з видобування коксівного вугілля.
У 1990-ті роки, після розпаду СРСР, всі промислові підприємства зазнавали кризи. Проте заводи отримали іноземні інвестиції і швидко були переорієнтовані на зовнішні ринки.
За роки незалежності (з 1991 року) новий виток розвитку чорної металургії розпочався наприкінці 1990-х років. З'явилися нові підприємства, ГЗК тощо.
З 2010-х років починає розвиватись виробництво заліза прямого відновлення. У 2022 році на ТОВ «ТГПК» у місті Текелі стала до ладу перша в Казахстані установка продуктивністтю 20 тис. т на рік, на якій викориистовуються обертові печі. У 2011 році на Соколовсько-Сарбайському ГЗП у місті Рудному розпочато будівництво установки з виробництва гарячобрикетованого заліза (ГБЗ) зі ступенем металізації 90 %. Проектна потужність підприємства — 2 млн т ГБЗ на рік. Введення в експлуатацію заплановане на 2028 рік. Є плани щодо будівництва заводу з виробництва заліза прямого відновлення й у місті Екібастузі Павлодарської області.

## Статистичні данні
| |                          | 1913 | 1940 | 1945  | 1950  | 1960   | 1970    | 1971   | 1980   | 1985   | 1990   | 1991    | 1992    | 1995    | 2000    | 2010   | 2020   | 2024 |
| --- | ------------------------ | ---- | ---- | ----- | ----- | ------ | ------- | ------ | ------ | ------ | ------ | ------- | ------- | ------- | ------- | ------ | ------ | ---- |
| Залізна руда                                                                                          | Залізна руда             | —    | —    |       | —     | 5770,3 | 18200,4 | 18750  | 25763  | 22977  | 23846  | 21992,7 | 17671   | 14902,2 | 16156,8 | 50190  | 62865  |      |
| Марганцева руда                                                                                       | Марганцева руда          | н.д. | н.д. | н.д.  | н.д.  | н.д.   | 70,0    | н.д.   | 50,7   | 84,1   | 169    | 132     | 334     | 284     | 1201,9  | 3045   | 813,5  |      |
| Котуни                                                                                                | Котуни                   | —    | —    | —     | —     | н.д.   | 5290,2  | н.д.   | 8561,4 | н.д.   | 8871,1 | 8889,9  | 7982,3  | 7211,5  | 6640    | 8150   | 4814,3 |      |
| Агломерат залізорудний                                                                                | Агломерат залізорудний   | —    | —    | —     | —     | н.д.   |         | н.д.   |        | н.д.   |        |         |         | 4079,7  |         |        | 5751,1 |      |
| Чавун                                                                                                 | Чавун                    | —    | —    | —     | —     | 274,1  | 1766,7  | 2528,0 | 4780,4 | 4932,0 | 5226,4 | 4953,2  | 4666,3  | 2530,1  | 4010,3  | 2893,9 | 3212,4 |      |
| Сталь                                                                                                 | Сталь                    | —    | —    |       | 131,2 | 304,5  | 2225,3  | 3300   | 5966,6 | 6155,4 | 6753,5 | 6377,1  | 6063,1  | 3026,6  | 4799,0  | 3338   | 4009,4 |      |
| Металопрокат готовий                                                                                  | Металопрокат готовий     | —    | —    |       | 106,9 | 303,8  | 2432,6  | 2610,9 | 4114   | 4188   | 4899   | 4721,42 | 4425,62 | 2095,7  | 3675,02 |        | 3112,8 |      |
| Вугілля                                                                                               | Всього                   | 100  | 6972 | 12015 | 17364 | 32375  | 61578   | 67339  | 115000 | 130816 | 131443 | 130382  | 127000  | 83355   | 74872   | 110929 | 113399 |      |
| Вугілля                                                                                               | З нього — для коксування | н.д. | н.д. | н.д.  | н.д.  | 8283   | 16949   | 16964  | н.д.   | н.д.   |        |         |         | 11617   |         |        |        |      |
| Кокс 6 % вологості                                                                                    | Кокс 6 % вологості       |      | —    |       | —     | 40,3   | 2811,3  | 3203,0 |        |        | 3710,9 | 3403,7  | 3165,6  | 1811    |         | 2527   | 2387,8 |      |
| Феросплави                                                                                            | Феросплави               |      |      |       |       |        |         |        |        |        | 1328,6 | 1198,2  | 1071,8  | 809,1   | 1092,0  | 1701,8 | 2214,7 |      |
| Примітки. 1. н. д. — немає даних. 2. Данні по прокату подано в цілому, в тому числі прокат заготовок. |                          |      |      |       |       |        |         |        |        |        |        |         |         |         |         |        |        |      |

|                                                     | 1950  | 1960  | 1970   | 1980   | 1985   | 1990   | 1991   | 1992   | 1993   | 1994   | 1996   | 1997   | 1998   | 1999   |
| --------------------------------------------------- | ----- | ----- | ------ | ------ | ------ | ------ | ------ | ------ | ------ | ------ | ------ | ------ | ------ | ------ |
| Казахстан                                           | 131,2 | 304,5 | 2225,3 | 5966,6 | 6155,4 | 6753,5 | 6377,1 | 6063,1 | 4558   | 2969   | 3216,6 | 3880,2 | 3116,5 | 4105,1 |
| Акмолинська область                                 |       | -     | 0,6    | 1,0    | 1,9    | 2,5    | 2,6    | 2,0    |        |        | -      | -      | -      | -      |
| Актюбінська область                                 |       | 0,6   | 1,3    | 3,0    | 8,7    | 11,2   | 9,1    | 6,9    |        |        | 0,5    | 0,6    | 0,6    | 0,5    |
| Алматинська область                                 |       | -     | -      | 0,2    | 0,2    | 0,2    | 0,2    | 0,2    |        |        | -      | -      | -      | -      |
| Атирауська область                                  |       | 0,7   | 1,3    | -      | -      | -      | -      | -      |        |        | -      | -      | -      | -      |
| Східно- казахстанська область                       |       | 20,5  | 26,9   | 40,4   | 50,6   | 75,3   | 67,4   | 54,2   |        |        | 14,4   | 7,7    | 5,4    | 4,2    |
| Жамбильська область                                 |       | -     | -      | 35,2   | 29,2   | 29,7   | 28,7   | 26,1   |        |        | 0,1    | -      | -      | -      |
| Джезказганська область (існувала у 1973—1997 роках) |       | 6,0   | 15,8   | 19,2   | 18,1   | 16,7   | 16,6   | 16,8   |        |        | -      | -      | -      | -      |
| Західно- казахстанська область                      |       | 0,2   | 0,7    | 0,9    | 2,9    | 3,0    | 2,5    | 1,5    |        |        | 0,1    | 0,1    | 0,1    | -      |
| Карагандинська область                              |       | 266,8 | 2135,6 | 5613,7 | 5617,6 | 6275,0 | 5949,0 | 5716,5 | 4334,0 | 2874,4 | 3150,2 | 3832,9 | 3094,3 | 4077,0 |
| Костанайська область                                |       | -     | 5,2    | 20,4   | 22,9   | 22,3   | 20,3   | 18,6   |        |        | 6,1    | 5,5    | 1,2    | 2,1    |
| Павлодарська область                                |       | -     | 20,4   | 186,2  | 325,1  | 278,9  | 244,6  | 194,5  |        |        | 38,5   | 28,1   | 10,0   | 17,3   |
| Північно- казахстанська область                     |       | 0,1   | 0,2    | 0,3    | 0,4    | 0,2    | 0,4    | 0,2    |        |        |        |        |        |        |
| Туркестанська область                               |       | 4,4   | 8,2    | 30,2   | 31,3   | 24,3   | 22,6   |        |        |        | -      | -      | -      | -      |
| Астана                                              |       | -     | -      | -      | -      | -      | -      |        |        |        | 0,6    | -      | -      | -      |
| Алмати                                              |       | 5,5   | 9,1    | 15,9   | 16,5   | 14,2   | 13,1   |        |        |        | 6,1    | 5,4    | 4,9    | 4,0    |
|                                                     |       |       |        |        |        |        |        |        |        |        |        |        |        |        |

| | 1940 | 1950 | 1960 | 1970  | 1971  | 1980  | 1985 | 1990  | 1991 | 1992 | 1995 | 2000  |
| --- | ---- | ---- | ---- | ----- | ----- | ----- | ---- | ----- | ---- | ---- | ---- | ----- |
| Чавун | —    | —    | 27,4 | 134,7 | 189,4 | 326   | н.д. | 320   | 302  | 284  | 160  | 270   |
| Сталь | —    | 19,6 | 30,5 | 187,3 | 200,1 | 404   | н.д. | 414   | 389  | 369  | 191  | 323   |
| Прокат1 | —    | 16,0 | 30,4 | 185,5 | 195,6 | 275,1 | н.д. | 303,4 | 288  | 369  | 191  | 247,2 |
| Примітки. 1. До 1980 включно — готовий прокат, після 1980 — прокат в цілому, включаючи прокатану заготовку. |      |      |      |       |       |       |      |       |      |      |      |       |

|                  | 1940 | 1950 | 1960 | 1970 | 1971 | 1980 | 1985 | 1990 |
| ---------------- | ---- | ---- | ---- | ---- | ---- | ---- | ---- | ---- |
| Залізна руда     | н.д. | —    | 5,4  | н.д. | н.д. | 10,5 | н.д. | 10,1 |
| Чавун            | —    | —    | 0,6  | 2,1  | 2,8  | 4,5  | н.д. | 4,7  |
| Сталь            | —    | 0,5  | 0,5  | 1,9  | 2,7  | 4,0  | н.д. | 4,4  |
| Прокат (готовий) | —    | 0,6  | 0,7  | 3,0  | 3,1  | 3,7  | н.д. | 3,8  |

| Роки | КВКО, м³ на 1 т | Текущі простої у % до номі- наль- ного фонду часу |
| ---- | --------------- | ------------------------------------------------- |
| 1960 | 0,933           | 0,6                                               |
| 1965 | 0,688           | 1,2                                               |
| 1966 | 0,641           | 3,5                                               |
| 1967 | 0,610           | 1,4                                               |
| 1968 | 0,650           | 2,8                                               |
| 1969 | 0,660           | 1,3                                               |
| 1970 | 0,635           | 1.1                                               |
| 1971 | 0,754           | 4,7                                               |
| 1980 | 0,679           | 2,7                                               |
| 1985 | 0,675           | 2,4                                               |

| Рік  | Сталь загалом | У тому числі   | У тому числі    | У тому числі           | У тому числі   |
| ---- | ------------- | -------------- | --------------- | ---------------------- | -------------- |
| Рік  | Сталь загалом | мартен- івська | бесемер- івська | киснево- конверт- орна | електро- сталь |
| 1960 | 304,8         | 245,8          | 6,1             | —                      | 52,9           |
| 1965 | 1123,4        | 1029,6         | 10,0            | —                      | 83,8           |
| 1966 | 1256,9        | 1159,1         | 4,6             | —                      | 93,2           |
| 1967 | 1334,4        | 1231,3         | 3,8             | —                      | 99,3           |
| 1968 | 1368,1        | 1262,8         | 3,6             | —                      | 101,7          |
| 1969 | 1325,0        | 1214,2         | 3,0             | —                      | 107,8          |
| 1970 | 2225,3        | 1253,8         | 3,7             | 839,7                  | 128,1          |
| 1971 | 3252,3        | 1257,7         | 3,5             | 1848,0                 | 143,1          |
| 1990 | 6753,5        | 1531,4         | —               | 4698,5                 | 522,0          |
| 1991 | 6277,1        | 1441,4         | —               | 4469,5                 | 464,7          |
| 1995 | 3026,6        | 374,5          | —               | 2581,4                 | 70,7           |
| 1998 |               | 187,7          | —               | 2893,3                 | 35,4           |
| 1999 |               | —              | —               | 4059,9                 | 45,2           |
| 2000 | 4799          | —              | —               | 4758,8                 | 40,2           |
| 2020 | 4176,3        | —              | —               | 4130,6                 | 45,7           |

## Сировинна і паливна бази

### Сировинна база
Чорна металургія країни має значну власну мінерально-сировинну базу. За запасами залізних руд країна разом з Індією посідає 2-3 місце в Азії (після Китаю) і 7 або 8 місце в світі. За даними 2004 року, у Казахстані розвідані запаси залізної руди на 30 врахованих родовищах сягають 9,1 млрд т, попередньо оцінені — 8 млрд т, прогнозовані — 15 млрд т (балансом Казахстану на 1999 рік було враховано 44 родовища залізняку, в тому числі 11 забалансових). За іншими даними, запаси залізняку в Казахстані оцінюються в 16,6 млрд т, що становить близько 8 % всіх світових запасів (у 1999 році оцінювалися у 3,2 %).
На півночі країни в межах Тургайського плато розташований великий Тургайський залізорудний басейн (провінція). Близько 90 % запасів залізняку зосереджено в північній частині країни, решта — в центральній. 74 % запасів залізних руд знаходяться у 4 унікальних за масштабами родовищах — Аятському залізорудному, Лисаковському, Качарському і Соколовському. Тут працюють Соколовсько-Сарбайський гірничо-збагачувальний комбінат (місто Рудний), Лисаковський гірничо-збагачувальний комбінат (бурі залізняки), Качарський гірничо-збагачувальний комбінат в Костанайській області, розташовані на відстані 50 — 80 км один від одного. Тут — магнетитові родовища. Більшість видобутої залізної руди експортується, в основному до РФ (65 % у 2006 році) — для Магнітогорського та Західно-Сибірського металургійних комбінатів, і у Китай. Внутрішніми споживачами продукції залізорудної промисловості країни є Карагандинський металургійний комбінат і Єрмаківський та Актюбінський феросплавні заводи. Виробнича потужність Соколовсько-Сарбайського гірничо-переробного об'єднання сягає 35 млн тонн руди, 9 млн тонн крнцентратів і 8 млн тонн котунів на рік.
В Казахстані є великі розвідані запаси високоякісних марганцевих руд, за запасами яких країна посідає 1-е місце в Азії (1999). Ресурси марганцевих руд Казахстану — близько 500 млн т (2,4 % світових). Видобуток, збагачення руд марганцю (1,3 млн т) — на Жайремському та Жездинському ГЗК у Центральному Казахстані (Улитауська область). Ведеться видобуток хромових руд. Видобуток хромових руд (6,2 млн т) ведеться в Актюбінській області, збагачення на Донському ГЗК (Хромтау, Актюбінська область; належать компанії «Казхром»).
Ведуться роботи з будівництва нових ГЗК. У 2009 році розпочато роботи з будівництва Масальського ГЗК у Жаркаїнському районі Акмолінської області. З 2011 року працює ГЗК Бапи, що постачає залізну руду і концентрат, зокрема, на завод у місті Текелі. Масальське родовище є великим залізорудним об'єктом, на розвіданих запасах якого планується будівництво гірничо-збагачувального підприємства з продуктивністю кар'єру до 17 млн тонн руди на рік та отриманням магнетитового концентрату із вмістом заліза 65 % до 1,8 млн тонн.

### Паливна база
Казахстан має великі запаси кам'яного вугілля. В країні відомо понад 300 родовищ вугілля з геологічними запасами 170,2 млрд т. Найбільшими басейнами є Карагандинський вугільний басейн, важливий Екібастузький кам'яновугільний басейн, де вугілля видобувається відкритим способом і відноситься до найдешевших у країні, Майкюбенський і Тургайський басейни. Невеликі родовища вугілля розробляють в інших районах, у тому числі Ленгерське на півдні Казахстану. У 80 км від Екібастузу розташований Майкубенський басейн бурого малозольного вугілля, що використовується як енергетичне і технологічне паливо. Головним постачальником коксівного вугілля є Карагандинський вугільний басейн.

### Флюси
Казахстан має значні запаси флюсових вапняків, які становлять 1 млрд т (8,9 % їхніх запасів, 3-є місце, у колишньому СРСР). Запаси доломіту — 170 млн т. Головне родовище вапняків, що розробляється — Південно-Топарське у Карагандинській області.

## Підприємства і компанії

### Карагандинський металургійний комбінат (Кармет)
50°03′08″ пн. ш. 73°00′49″ сх. д. / 50.05222° пн. ш. 73.01361° сх. д.

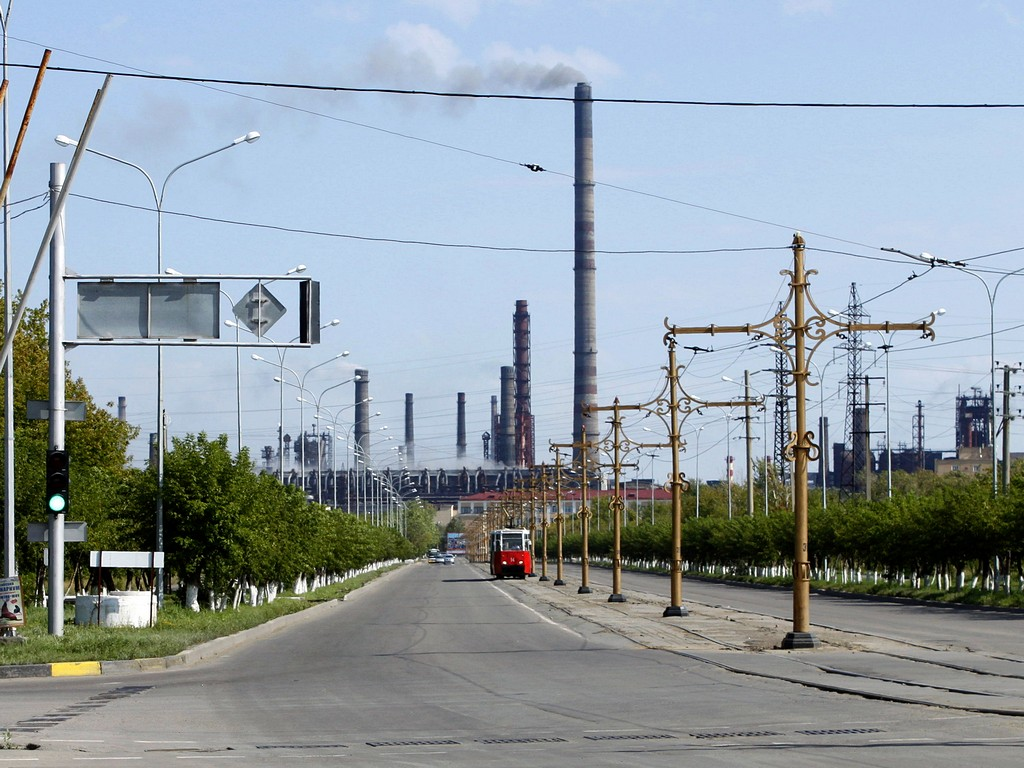

Карагандинський металургійний комбінат, або Кармет, є найбільшим підприємством чорної металургії країни, він є єдиним в країні заводом з повним металургійним циклом виробництва, також єдиним в країні металургійним підприємством з доменним виробництвом. Розташований у місті Теміртау Карагандинської області (за 30 км від обласного центру — міста Караганди). В складі комбінату станом на 2025 рік 4 доменних печі, 3 кисневих конвертери, прокатне виробництво, ремонтні і допоміжні цехи. Підприємство стало до ладу 1960 року (задувка 1-ї доменної печі). У 1970 році до нього було приєднано розташований так само у Теміртау Казахський металургійний завод. Комбінат випускає чавун, сталь, труби, рейки, листовий прокат, у тому числі тонколистову сталь.
до комплексу якого входять видобувний, коксохімічний і металургійний підрозділи,

### Металургійні виробництва у Текелі
44°51′05.6″ пн. ш. 78°49′13.7″ сх. д. / 44.851556° пн. ш. 78.820472° сх. д.
Підприємство кольорової металургії. З 2022 року працює установка прямого відновлення заліза потужністю 20 тисяч тон на рік. Її особливістю стало використання вугілля, а не природного газу.
Став до ладу 5 жовтня 2022 року. ТОВ «Електромарганець». Дослідно-промислова установка. Перше в країні підприємство з випуску заліза прямого відновлення.
В місті Текелі Алматинської області ТОВ «Текелійський металургійний комплекс» являє собою невелике металургійне підприємство неповного виробничого циклу, яке виробляє і постачає на ринок залізорудний агломерат, ливарний і переробний бабковий чавун, граншлак. У складі комплексу є ГЗК (виробництво концентрату з вмістом 62 % заліза), аглофабрика, 2 невеличких доменних печі корисним об'ємом 206 м3 кожна і загальною продуктивністю 400 тис. т чавуну на рік. Залізорудний концентрат (52 % заліза) і руда на підприємство надходять з ГЗК Бапи (працює з 2011 року).
Комплекс засновано на місці колишнього підприємства кольорової металургії — Текалійського свинцово-цинкового комбінату, що працював тут протягом 1944—2007 років. ТОВ «ТГПК» засновано у 2006 році. Будівництво доменних печей розпочато 2013 року. Перший чавун отримано 12 жовтня 2018 року.

### Заводи феросплавів

#### Актюбінський завод феросплавів
50°21′ пн. ш. 57°08′ сх. д. / 50.350° пн. ш. 57.133° сх. д.
Актюбінський завод феросплавів (каз. Ақтөбе ферроқорытпа зауыты) розташований у місті Актобе. Виробляє сплави заліза з хромом, титаном та іншими металами. Завод є першим великим підприємством чорної металургії Казахстану. Був побудований під час Другої світової війни в'язнями під наглядом НКВС. Став до ладу у січні 1943 року.

#### Аксуський завод феросплавів
52°04′09″ пн. ш. 76°52′5″ сх. д. / 52.06917° пн. ш. 76.86806° сх. д.
Аксуський завод феросплавів (каз. Ақсу ферроқорытпа зауыты, до 1995 — Єрмаковський завод феросплавів) розташований у місті Аксу Павлодарської області. Виробляє феросплави (ферохром із високим вмістом вуглецю, феросилікохром, феросилікомарганець та феросиліцій). Продуктивність заводу — 1 млн т феросплавів на рік.

#### Теміртауський електрометалургійний комбінат
50°04′57″ пн. ш. 72°55′15″ сх. д. / 50.08250° пн. ш. 72.92083° сх. д.
Теміртауський електрометалургійний комбінат (каз. Теміртау электрометаллургия комбинаты) — компанія, розташована у місті Теміртау. Створена у 2006 році об'єднанням Хіміко-металургійного заводу (у місті Теміртау), рудоуправління і кіількох інших підприємств. Виробляє феросплави і карбід кальцію.
Карагандинський завод синтетичного каучуку (Теміртау), що є частиною компанії, було побудовано у 1941—1943 роках.

#### Таразький металургійний завод
42°56′08.3″ пн. ш. 71°16′14.7″ сх. д. / 42.935639° пн. ш. 71.270750° сх. д.
В минулому завод — гігінт хімічної промисловості, відомий як ТОВ «Хімпром-2030» (підприємство засноване у 1969 році як Джамбульське виробниче об'єднання «Хімпром»). З 2006 року перепрофільоване з хімічного виробництва на металургійне — проведено реконструкцію фосфорних печей під виробництво феросплавів. Тепер (2025) це інтегрований виробник феросилікомарганцю. Крім того, виробляє марганцеву лігатуру, електродну масу, ремонтну масу, щебень та пісок зі шлаків, антрацит електрокальцинований (термоантрацит), прокат сталевий круглий діаметром 24. Промислова зона складає 632 га. Є єдиним виробником електродної маси у Казахстані, споживачами якої є великі промислові підприємства Казахстану. Станом на початок 2020-х річна потужність заводу становила 60 тисяч тон феросплавів та 48 тисяч тон електродної маси.

#### Завод феросплаві у Караганді ТОВ «Asia FerroAlloys»
49°54′12.1″ пн. ш. 73°11′54.4″ сх. д. / 49.903361° пн. ш. 73.198444° сх. д.
Став до ладу 2021 року. Має вісім печей загальною річною потужністю 57 тисяч тон феросплавів. Вони можуть випускати феросиліцій, феромарганець та феросилікомарганець. Печі спроможні переключатись з одного виду сплаву на інший за три години. Завод має власну агломераційну фабрику річною потужністю 200 тис. тон. Ливарне виробництво ТОВ «Asia FerroAlloys» організоване на базі Карагандинського ливарного заводу. Компаня ТОВ «Asia FerroAlloys» має також збагачувальну фабрику для вугілля потужністтю 2 млн т на рік.

#### Завод феросплавів у Караганді ТОВ «YDD Corporation»
49°53′55.8″ пн. ш. 73°14′48.1″ сх. д. / 49.898833° пн. ш. 73.246694° сх. д.
Став до ладу 2019 року. Потужність заводу станом на 2024 рік становила 240 тис. т феросиліцію.

#### Шимкентський завод феросплавів
42°16′18.0″ пн. ш. 69°41′11.5″ сх. д. / 42.271667° пн. ш. 69.686528° сх. д.
ТОВ «Шимкентський завод феросплавів» компанії KazFerroGroup розташований у місті Шимкент на півдні країни. Завод має 3 електропечі. Може виробляти феросилікомарганець, феросиліцій, феромарганець, феротитан, ферохром. Продуктивність 2000 т/міс. Компанію засновано у 2010 році для виробництва феросиліцію, з 2021 року почав виробляти також феромарганець. Компанія з 2020 року розробляє марганцеве родовище, розташоване поряд з озером Балхаш.

### Прокатні заводи

#### Актюбінський рейкобалковий завод
50°23′32.9″ пн. ш. 57°05′11.5″ сх. д. / 50.392472° пн. ш. 57.086528° сх. д.
Завод побудований у 2013—2016 роках. Використовує покупну заготовку та може щорічно випускати 200 тисяч тонн рейок довжиною до 120 метрів та 230 тисяч тон фасонного прокату — двотавр, рівнополичковий кутник, швелер.

#### Електрометалургійний завод у Актау
43°38′51.3″ пн. ш. 51°14′21.8″ сх. д. / 43.647583° пн. ш. 51.239389° сх. д.
Завод в Актау Став до ладу 2006 року. Основне обладнання цього виробництва становлять призначені для плавки брухту 8 індукційних печей ємністю по 10 тон та сортова машина безперервного виливу заготовки. В 2009-му запустили прокатний стан, який може випускати до 400 тисяч тон будівельної арматури на рік.

#### Металопрокатний завод у Костанаї
в місті Костанай. Став до ладу в 2013 році, має потужність у 450 тисяч тон будівельної арматури на рік. Необхідну для роботи прокатного стану сортову заготовку мають постачати підприємства групи Evraz (передусім Західно-Сибірський металургійний комбінат) РФ.
 «ЄВРАЗ» повідомляє про введення в промислову експлуатацію металопрокатного заводу «ЄВРАЗ Каспіан Сталь» у Костанаї. Завод був запущений в експлуатацію у грудні 2013 року у м. Костанай.
Проектна потужність прокатного стану — 450 000 тонн арматури діаметром від 10 до 40 міліметрів на рік. «ЄВРАЗ Каспіан Сталь» — спільне підприємство, в якому 65 % часток належать ЄВРАЗу, а 35 % — казахстанському АТ «Caspian Group».

#### Електрометалургійний завод у Рудному
52°59′20.0″ пн. ш. 63°08′38.6″ сх. д. / 52.988889° пн. ш. 63.144056° сх. д.
Металопрокатний завод АО «ССГПО» в Рудном Став до ладу 2009 року. Електросталеплавильне виробництво, 2 електродугові сталеплавильні печі, піч-ківш, машина безперервного виливу заготовки, прокатний стан. Завод може продукувати до 75 тисяч тон прокату на рік. До асортименту продукції відносяться мелючі тіла, кульки та стрижні. Більшість продукції має споживати Соколовсько-Сарбайський гірничо-збагачувальний комбінат та інші підприємства зі складу Eurasian Resources Group.

#### Таразький арматурний завод
Став до ладу 2023 року. Випускає арматуру круглого та періодичного профілю діаметром від 10 до 32 мм. Проектна річна потужність заводу становить 350 тисяч тон.

### Заводи вогнетривів

#### «Казвогнетриви»
«Казогнетриви» є флагманом казахстанської вогнетривкої промисловості. Спеціалізується на випуску вогнетривів алюмосилікатного складу на базі власного електрокорунду та шамоту.

## Наукова база
Дослідження у сфері чорної металургії і видобутку руди й палива зосереджені в інституті гірничої справи АН Казахстану, спеціальних вишах, Карагандинському науково-дослідному вугільному інституті, Гіпровуглегормаші (м. Караганда). Дослідження спрямовані на підвищення продуктивності праці гірників, зниження втрат і збагачення руди, підвищення безпеки гірничих робіт.